# 国宝

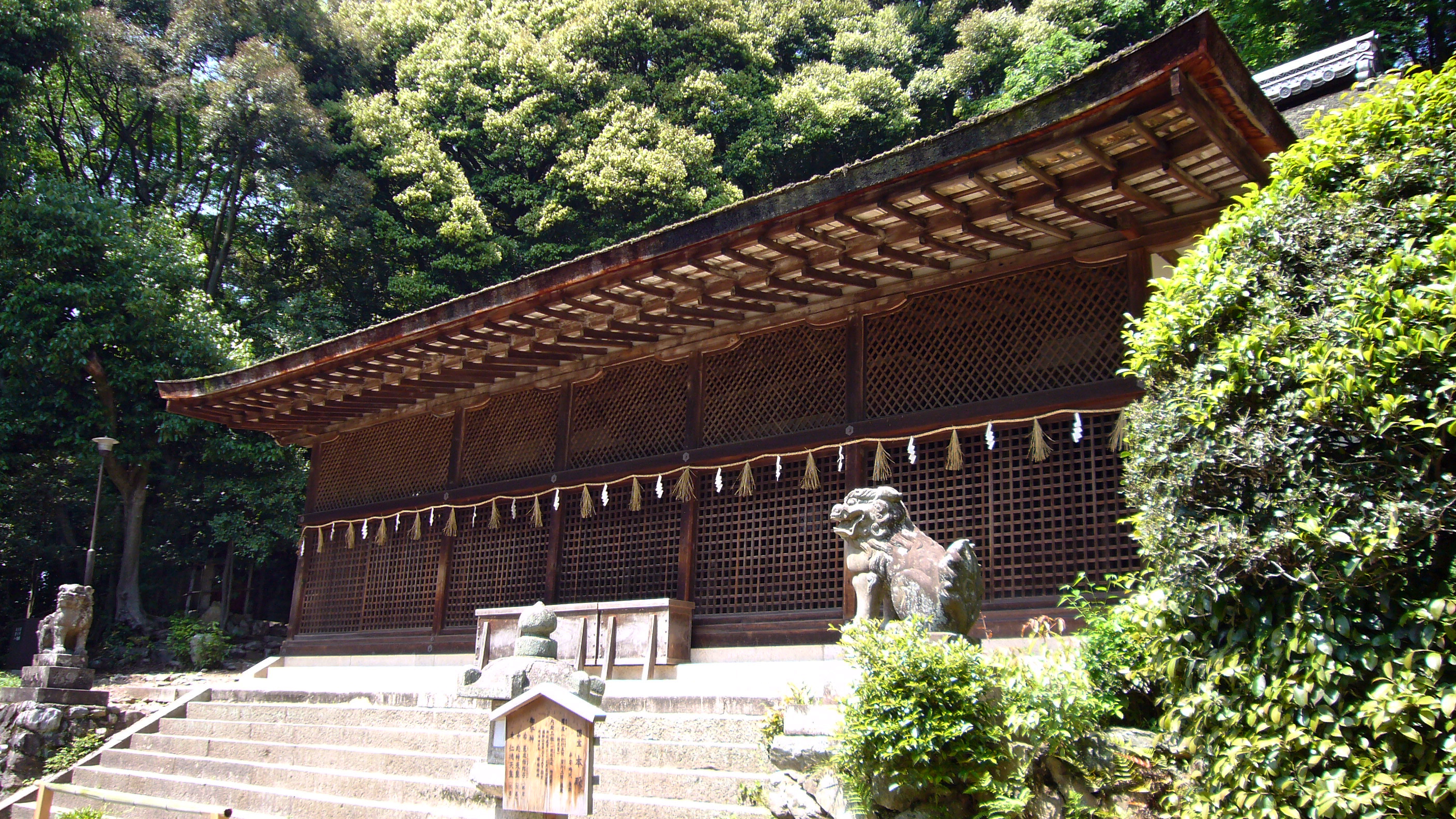
神社建築：宇治上神社本殿（宇治市）

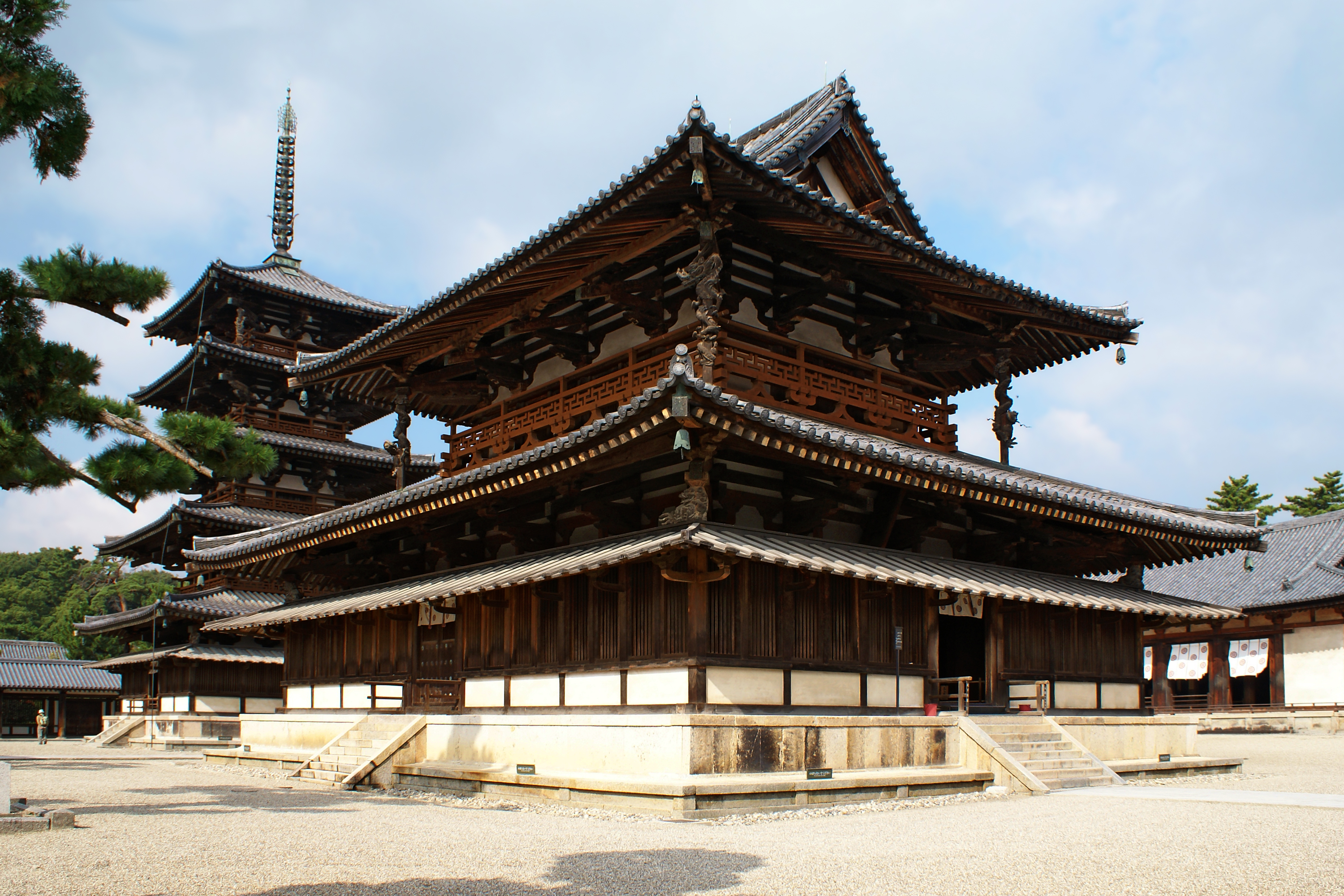
寺院建築：法隆寺金堂・五重塔（斑鳩町）

城郭建築：姫路城天守群（姫路市）

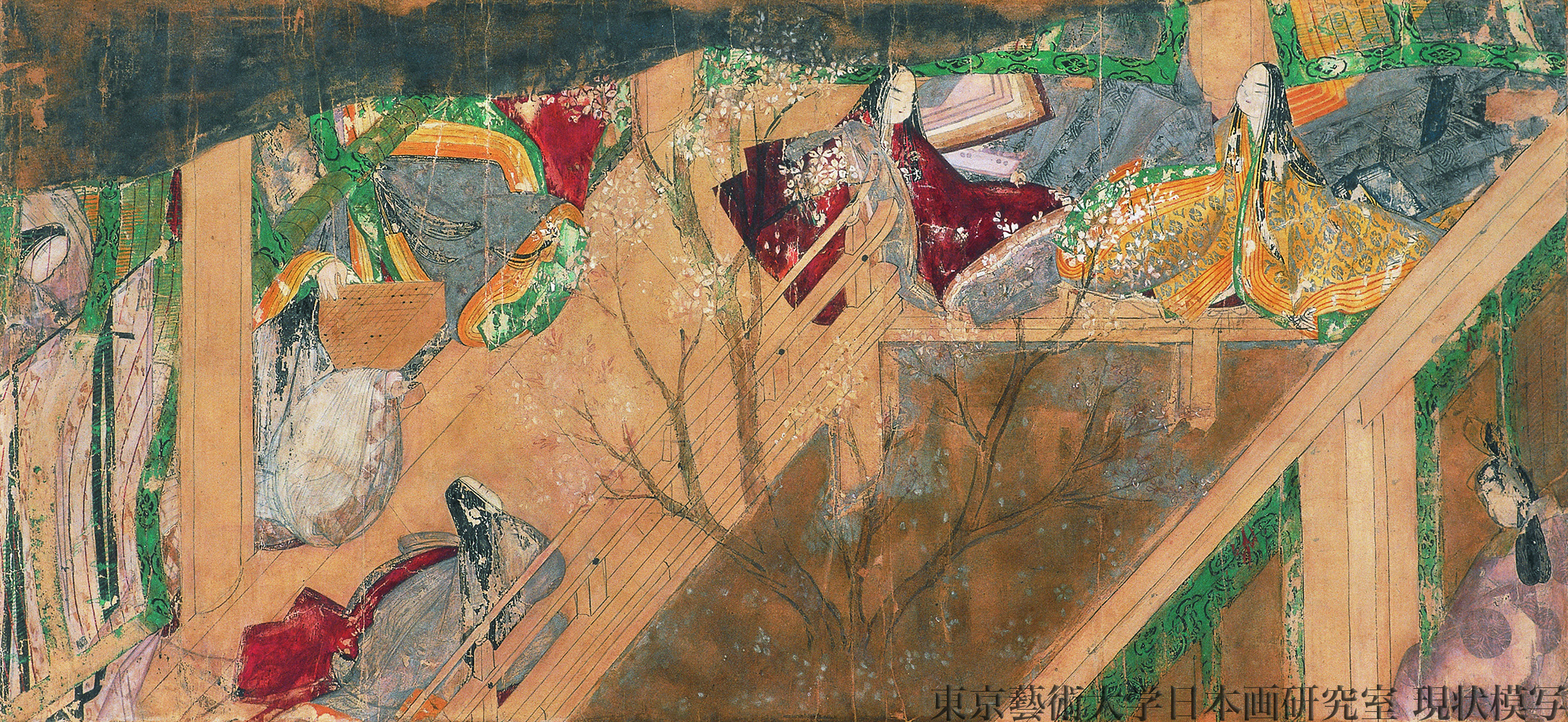
絵画：源氏物語絵巻（徳川美術館）

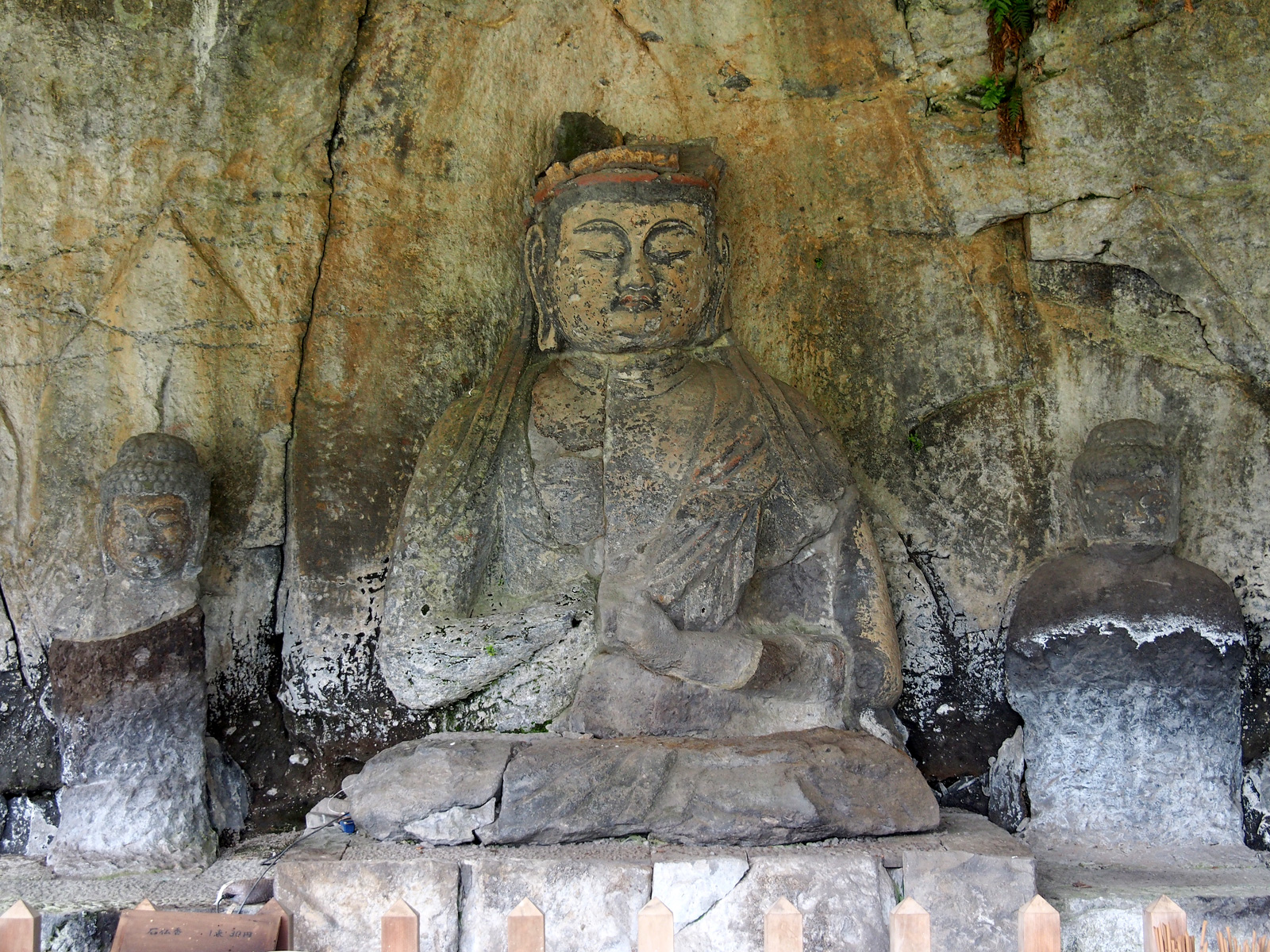
彫刻：臼杵磨崖仏

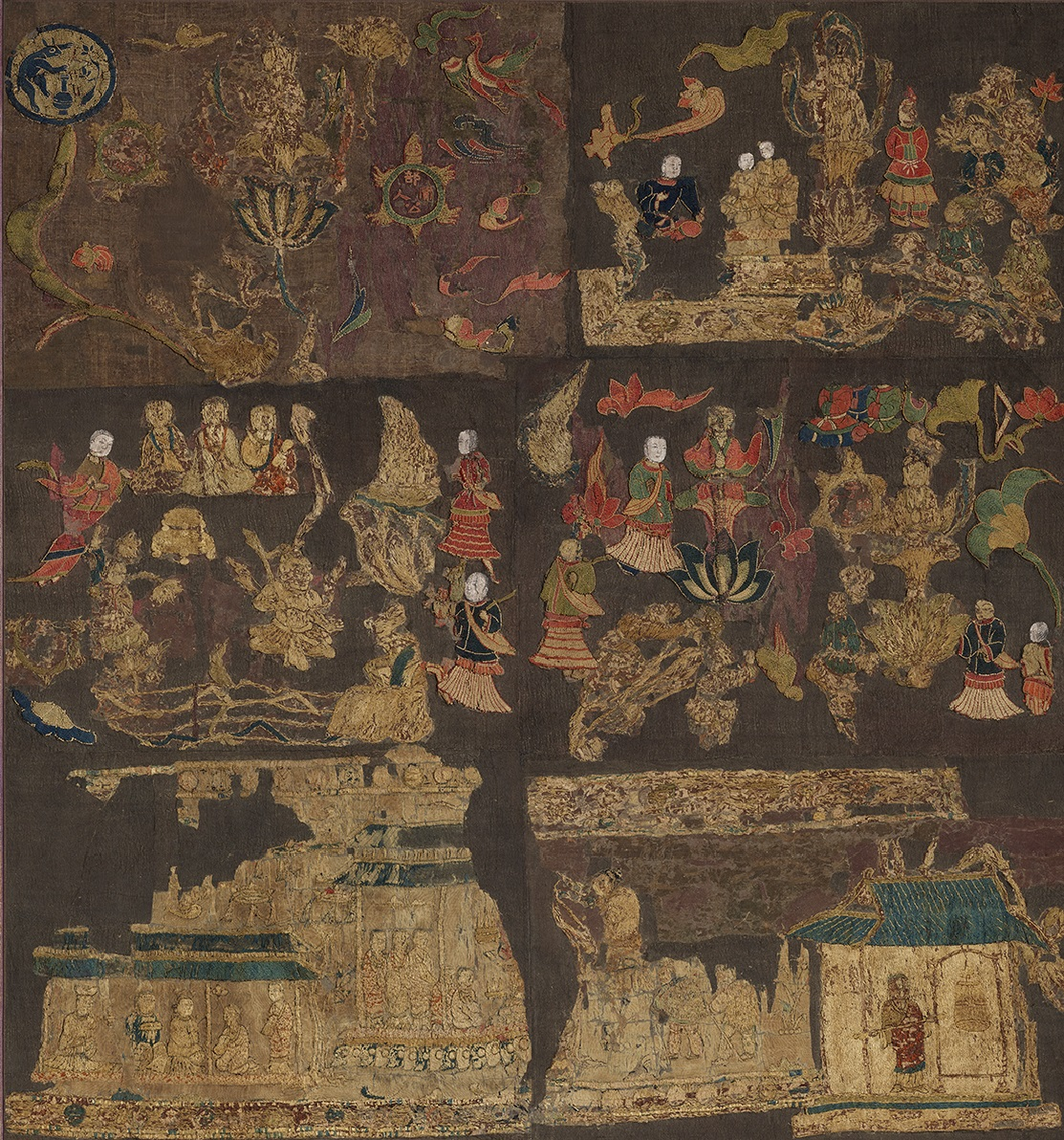
工芸品：天寿国繡帳（中宮寺）

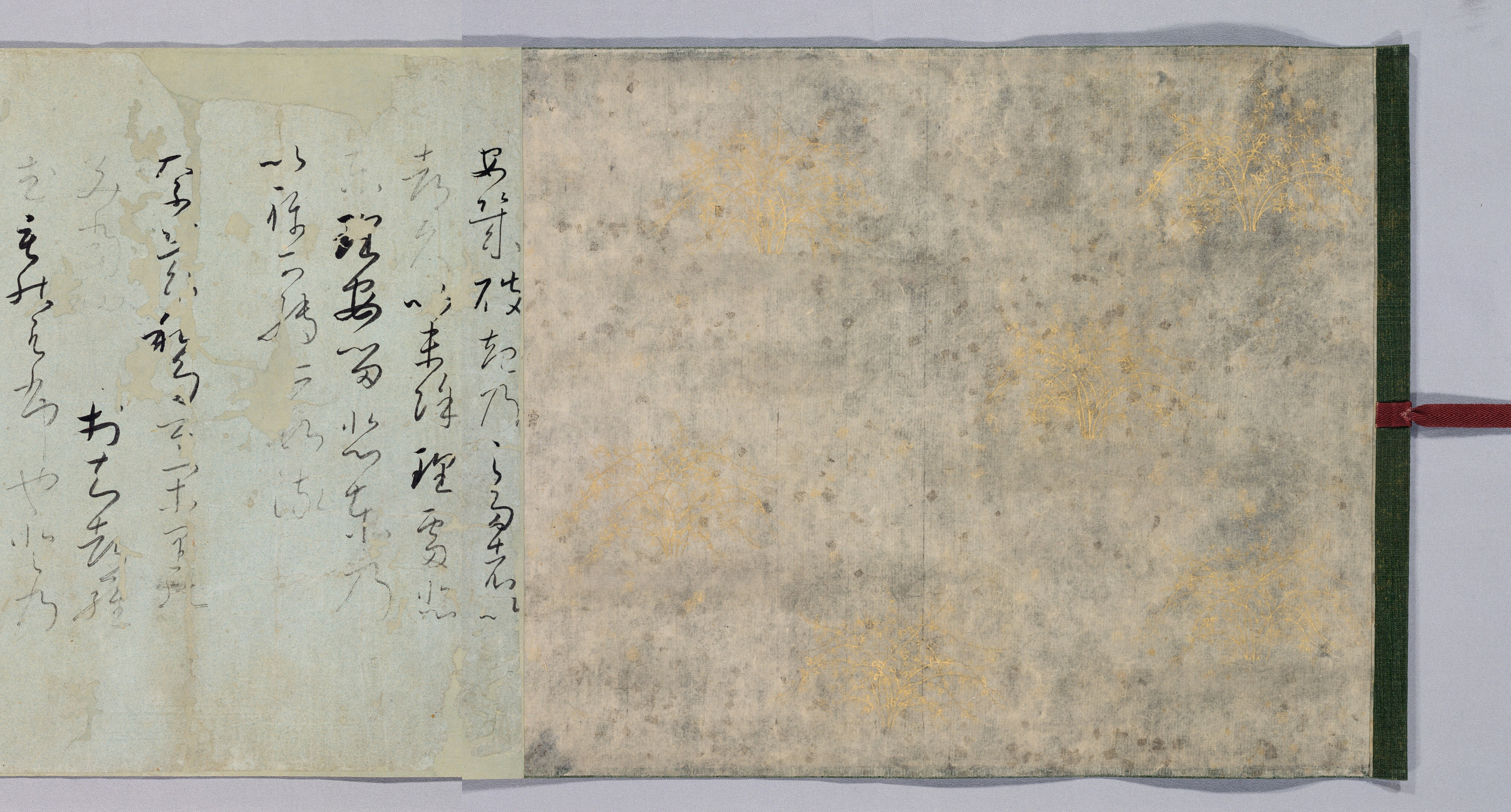
書跡・典籍：秋萩帖（東京国立博物館）

古文書：弘法大師筆尺牘「風信帖」（東寺）

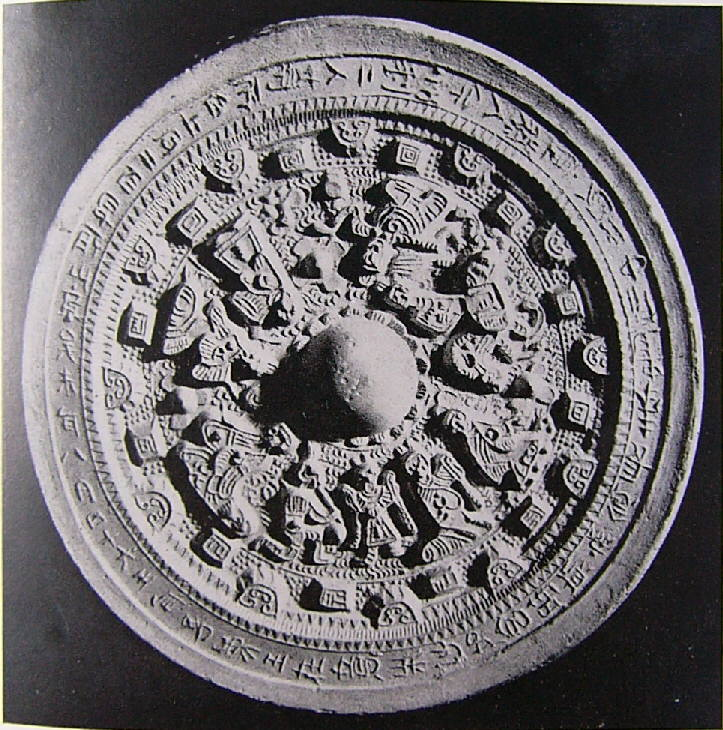
考古資料：人物画像鏡（隅田八幡神社）

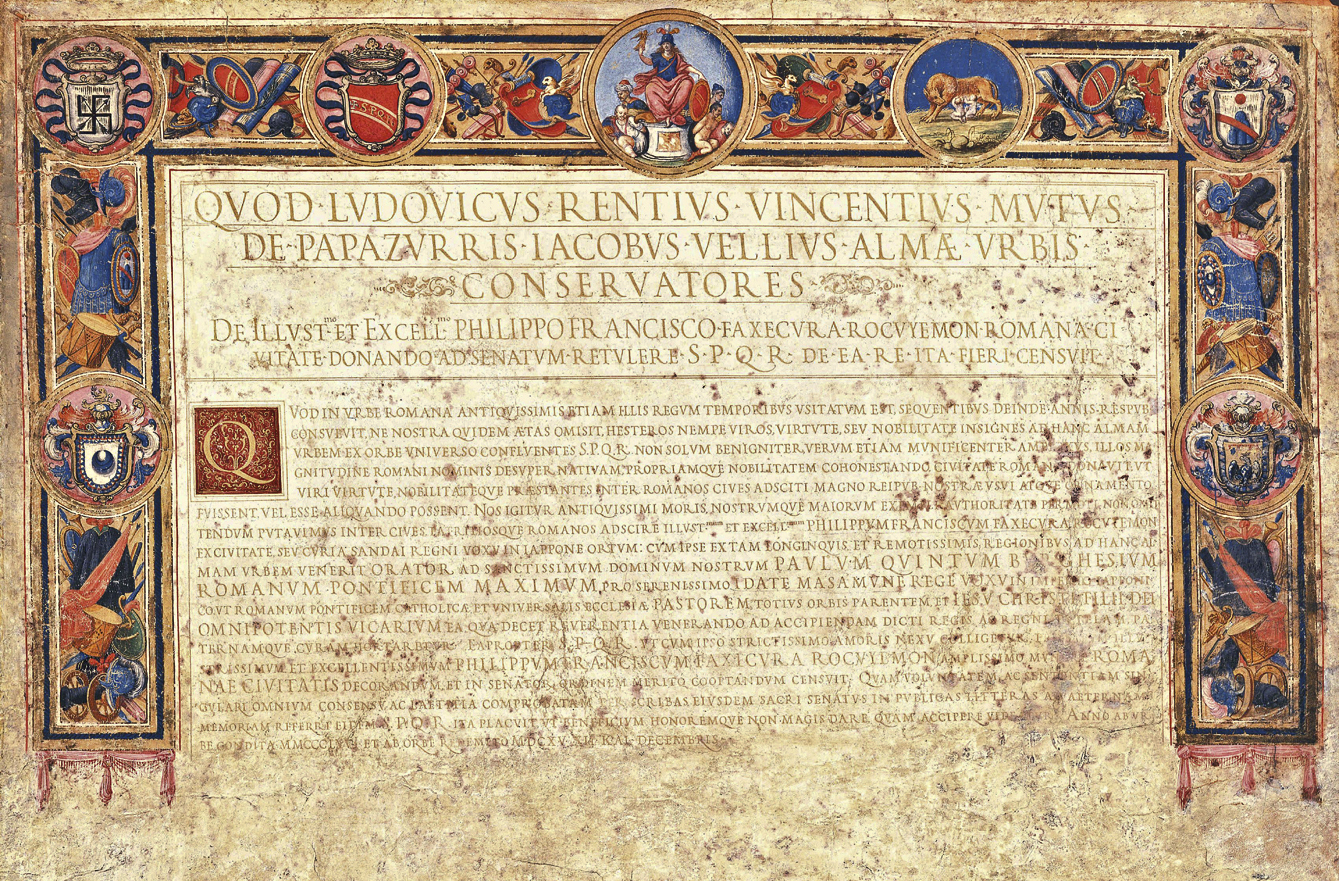
歴史資料：慶長遣欧使節関係資料のうちローマ市公民権証書（仙台市博物館）

国宝（こくほう）とは、日本語の第1義には、国の宝。第2義には、近代以降の日本において文化史的・学術的価値が極めて高いものとして法令に基づき指定された有形文化財を指し、具体的には、重要文化財のなかから特に価値の高いものとして指定した建造物、美術工芸品などをいう。
※以下、本項は第2義について解説する。
国宝（第2義）は、日本の文化財保護法によって国が指定した有形文化財（重要文化財）のうち、世界文化の見地から価値の高いもので類いない国民の宝たるものであるとして国（文部科学大臣）が指定したものである（文化財保護法第27条第2項）。建造物、絵画、彫刻、工芸品、書跡・典籍、古文書、考古資料および歴史資料が指定されている。
法的には、国宝は重要文化財の一種である。国宝・重要文化財の指定手続、指定制度の沿革などについては、別項「重要文化財」を参照のこと。
なお、いわゆる「人間国宝」とは重要無形文化財に指定された芸能、工芸技術などの保持者として各個認定された者の通称であり、本項で解説する国宝とは異なる。
文化庁は毎年、国宝・重要文化財（建造物）や重要伝統的建造物群保存地区内の伝統的建造物などの保存修理事業に対し、補助を行っており、「修理現場から文化力」という萌黄色のロゴマークを作成し、1989年（平成19年）6月以降、保存修理の現場公開事業や、保存修理に関する普及・広報活動などで使用している。

## 国宝の件数

### 国宝の指定件数
2024年12月1日付の国宝の指定件数は以下のとおりである。
- 総数 1,143件
  - 建造物 231件（295棟）
  - 美術工芸品 912件 
    - 絵画 166件
    - 彫刻 141件
    - 工芸品 254件
    - 書跡・典籍 235件
    - 古文書 63件
    - 考古資料 50件
    - 歴史資料 3件

### 国宝の所在不明件数
2024年（令和6年）8月時点の文化庁の調査結果により、2014年7月時点で国宝を含む重要文化財に指定されていた美術工芸品10,524件のうち、個人所有者の転居・死亡・社寺などからの盗難などにより所在不明と判明したものが135件（国宝0件）、追加確認が必要なものが36件（国宝0件）となっている。所在不明135件のうち文化財種別件数では、工芸品71件（うち刀剣65件、うち盗難5件）、書籍・典籍22件（うち盗難1件）、彫刻15件（うち盗難12件）、絵画15件（うち盗難6件）、古文書10件（うち盗難3件）、考古資料2件（うち盗難1件）で、理由別件数では、所有者転居40件、所有者死去33件、盗難28件、売却9件、法人解散2件、その他23件だった。このうち1950年（昭和25年）の文化財保護法制定以前に所在不明になったのが96件、以後が39件であった。文化庁は2024年8月時点で所在不明になっている国指定文化財の詳細を公表している。

## 「旧国宝」と「新国宝」
「国宝」という語の指す意味は文化財保護法施行（1950年）以前と以後とでは異なっている。文化財保護法施行以前の旧法では「国宝」と「重要文化財」の区別はなく、国指定の有形文化財（美術工芸品および建造物）はすべて「国宝」と称されていた。
「国宝」（national treasures, 国民/民族の宝物）の概念はアーネスト・フェノロサが考えたものだが、法令上、「国宝」の語が初めて使用されたのは1897年（明治30年）の古社寺保存法制定時である。同法の規定に基づき、同年12月28日付けで初の国宝指定が行われた。その後1929年（昭和4年）には古社寺保存法に代わって国宝保存法が制定され、同法は文化財保護法が施行される1950年（昭和25年）まで存続した。古社寺保存法および国宝保存法の下で指定された「国宝」は1950年時点で宝物類（美術工芸品）5,824件、建造物1,059件に及んだ。これらの指定物件（いわゆる「旧国宝」）は文化財保護法施行の日である同年8月29日付けをもってすべて「重要文化財」に指定されたものと見なされ、その「重要文化財」の中から「世界文化の見地から価値の高いもの」で「たぐいない国民の宝」たるものがあらためて「国宝」に指定されることとなった。混同を避けるため旧法上の国宝を「旧国宝」、文化財保護法上の国宝を「新国宝」と通称することがある。文化財保護法による、いわゆる「新国宝」の初の指定は1951年（昭和26年）6月9日付けで実施された。
以上のように「旧国宝」「新国宝」「重要文化財」の関係が錯綜しているため、「第二次世界大戦以前には国宝だったものが、戦後は重要文化財に格下げされた」と誤って理解されることが多い。旧法（古社寺保存法、国宝保存法）における「国宝」（旧国宝）と新法（文化財保護法）における「重要文化財」は国が指定した有形文化財という点で同等のものであり、「格下げ」されたのではない。また、文化財保護法によって国宝（新国宝）に指定された物件のうち、重要文化財に「格下げ」された例は1件もない。

## 国宝指定の対象
文化財保護法による国宝の指定対象となるものは有形文化財であり、具体的には建造物、絵画、彫刻、工芸品、書跡、典籍、古文書、考古資料、歴史資料である（同法第2条第1項第1号参照）。したがって、古墳、貝塚、住居跡などは国宝指定の対象とはなっていない。ちなみに奈良県・高松塚古墳の場合は古墳自体は同法第109条第2項に基づき「特別史跡」に指定され、石室内の壁画が「絵画」として国宝に指定されている。
なお、文化財保護法第2条第1項第1号の「これらのものと一体をなしてその価値を形成している土地その他の物件を含む」という規定に基づき、国宝建造物とともに「土地」が併せて指定される場合がある。建造物が周辺の土地を含んで国宝に指定されている例としては清水寺本堂（京都府）、宇治上神社本殿（京都府）、浄土寺本堂（広島県）がある。
「国宝○○寺」あるいは「国宝○○城」のような表記がまま見られるが、厳密に言えば寺院や城郭全体が国宝に指定されているのではなく、指定の対象はあくまでも個々の建造物である。姫路城の場合を例にとれば、国宝指定物件は4棟の天守とそれらをつなぐ4棟の渡櫓（わたりやぐら）のみであって、これら以外の櫓、門、塀などは重要文化財となっている。
御物（ぎょぶつ、皇室の私有品）および、三の丸尚蔵館を除く宮内庁（書陵部、京都事務所、正倉院事務所）管理の皇室関係の文化財は有形文化財でありながら、原則として文化財保護法による国宝、重要文化財、史跡、特別史跡等の指定の対象外となっている。これらが国宝等の指定対象外であることは文化財保護法に明文規定があるわけではなく、第二次世界大戦以前からの慣例であった。したがって正倉院宝物、桂離宮、修学院離宮などは国宝に指定されていない。
文化財保護法の対象外であった宮内庁が管理する皇室関係文化財における最初の例外は正倉院の建物で、「古都奈良の文化財」の世界遺産登録を期に1997年（平成9年）に「正倉院正倉 1棟」として国宝に指定された。これは世界遺産登録の前提条件として登録物件が所在国の法律により文化財として保護を受けていることが求められるため、例外的措置として指定されたものであった（詳しくは正倉院#国宝指定の経緯の項を参照）。2018年6月に宮内庁の有識者会議が「（国民に三の丸尚蔵館収蔵品の）価値を分かりやすく示すべきだ」と提言し、宮内庁が管理する三の丸尚蔵館収蔵品も国宝や重要文化財に指定されるように運用が改められることになった。その国宝指定第1弾として、2021年7月に、同館が収蔵する絵巻物の『蒙古襲来絵詞』と『春日権現験記絵巻』、狩野永徳の代表作『唐獅子図屏風』、明治時代に京都・相国寺から宮内省が買い上げた伊藤若冲『動植綵絵』30幅、平安中期の書家小野道風の『屏風土代』の計5件が国宝に指定されるように文化審議会から文部科学大臣に答申され、同年9月30日に指定された。さらに2022年（令和4年）8月23日に宮内庁と文化庁は、三の丸尚蔵館を2023年10月に宮内庁から国立文化財機構に移管し、同機構を所管する文化庁が収蔵品の管理を行う体制に改めることを発表した。2022年11月には三の丸尚蔵館が収蔵する3件の文化財が新たに国宝として指定されるように答申されており、三の丸尚蔵館収蔵品の国宝への指定が続く予定である。

## ジャンル別の指定物件概要
以下の説明は、2019年（平成31年）3月現在の指定状況を元にしている。

### 建造物の部

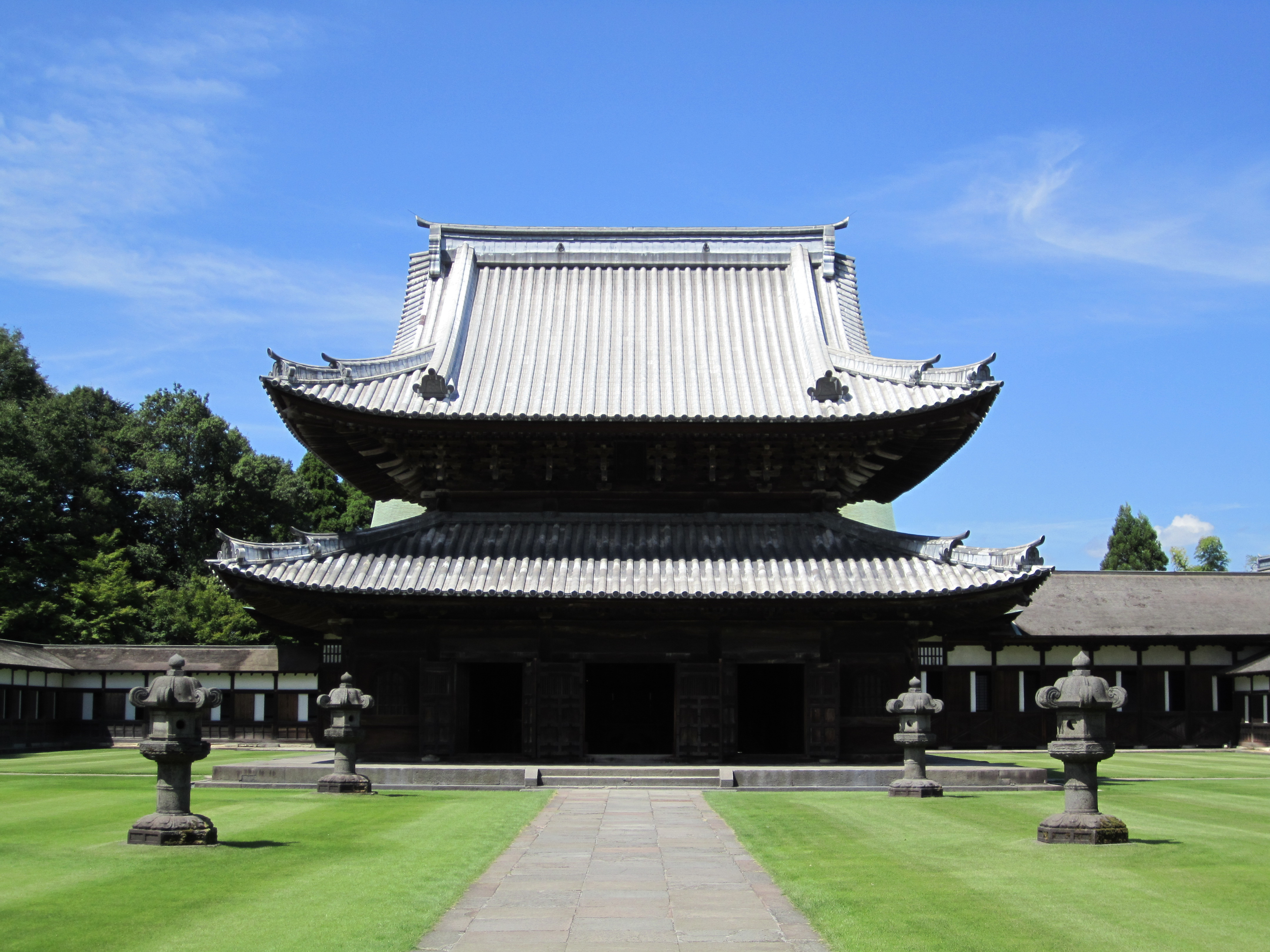
近世建築：瑞龍寺仏殿

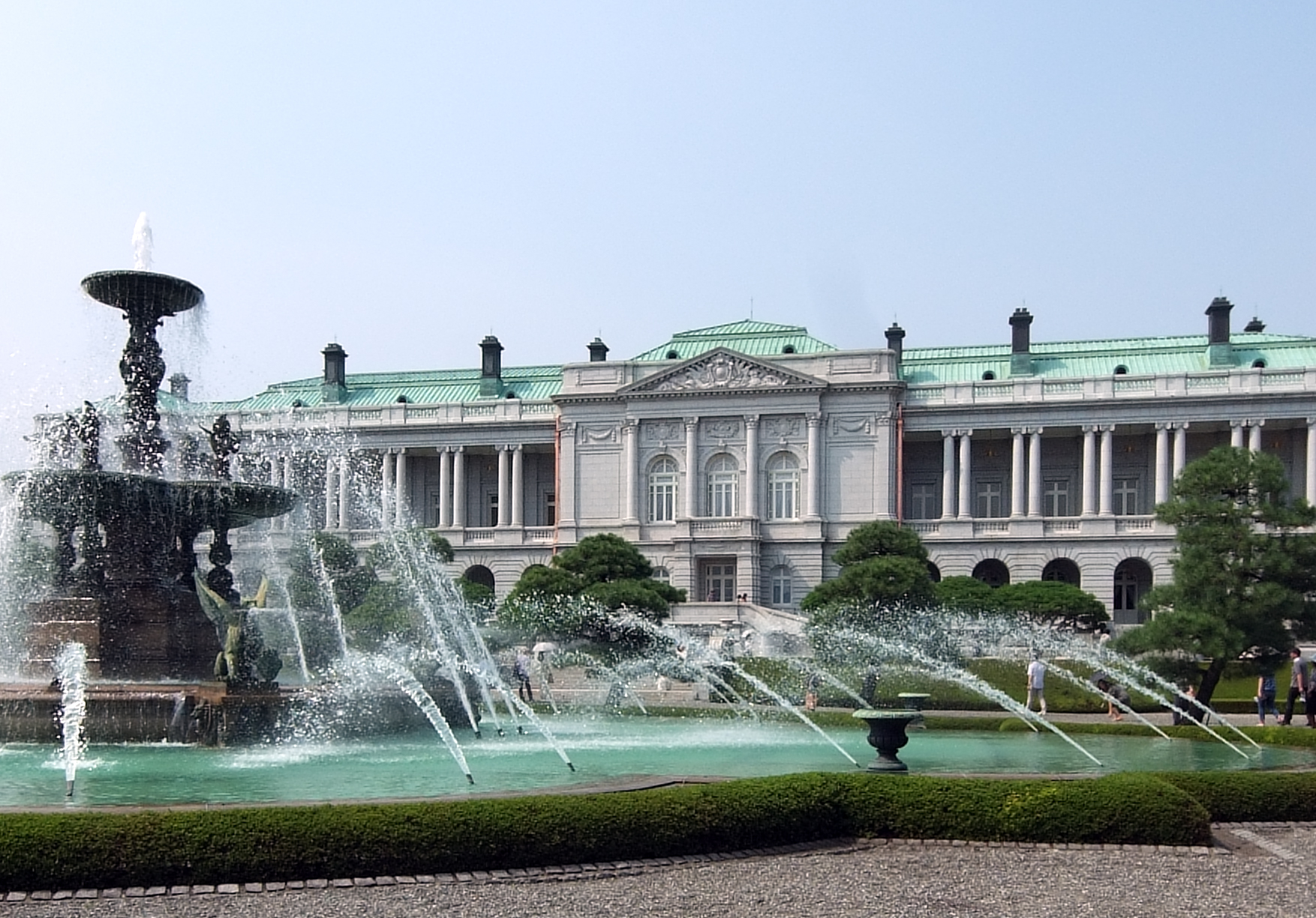
近代建築：旧東宮御所（迎賓館赤坂離宮）

2019年（平成31年）3月現在、国宝の建造物は、近世以前が224件（内訳：神社40件、寺院157件、城郭9件、住宅14件、民家0件、その他4件）、近代が2件（内訳：産業・交通・土木1件、住居1件）の合計226件である。
なお、近世以前で言う「住宅」は城郭の御殿、社寺の書院、客殿などを指し、「民家」は町屋、農家などを指す。民家の国宝指定物件はない。
1967年（昭和42年）に法隆寺綱封蔵が指定されて以後、国宝建造物の新規指定は30年間にわたり行われていなかったが、1997年（平成9年）には正倉院正倉（奈良）と瑞龍寺仏殿・法堂・山門（富山）が指定された。正倉院正倉の国宝指定は「古都奈良の文化財」がユネスコの世界遺産として登録されるにあたっての措置であった一方、瑞龍寺仏殿・法堂・山門の国宝指定は、昭和50年代から行われてきた近世社寺建築調査によって、近世社寺建築の評価が進んだためであり、この指定以降、2002年（平成14年）の知恩院本堂・三門（京都）、2004年（平成16年）の長谷寺本堂（奈良）、2005年（平成17年）の東大寺二月堂（奈良）、2008年（平成20年）の青井阿蘇神社本殿・廊・幣殿・拝殿・楼門（熊本）の指定など、近年は近世建築の国宝指定が目立っている。
また、洋風建築の国宝は長らく大浦天主堂（長崎）のみであったが、2009年（平成21年）には近代の建造物としては初めて旧東宮御所（迎賓館赤坂離宮）が指定された。
異色の指定物件としては元興寺（奈良）と海龍王寺（奈良）の五重小塔がある。元興寺塔は高さ5.5メートル、海龍王寺塔は4メートルほどの小品で、当初から屋内に置かれたものだが工芸品ではなく建造物として国宝に指定されている。

### 絵画の部
国宝指定物件には仏画、絵巻物、肖像画、水墨画、障壁画など各種のものがある。古墳壁画では高松塚古墳壁画が唯一の指定物件であったが、2019年にキトラ古墳壁画が指定された。平等院鳳凰堂壁扉画、醍醐寺五重塔初層壁画、室生寺金堂壁画のように、国宝建造物の一部が「絵画」としても国宝に指定されているものもある。日本の作品だけでなく、古くから伝来していた中国（宋・元）の絵画で国宝に指定されているものも多い。作品が国宝に指定されている画家としては、日本人では雪舟、狩野正信、狩野永徳、長谷川等伯、俵屋宗達、尾形光琳、円山応挙、池大雅、与謝蕪村、渡辺崋山、浦上玉堂など、中国では梁楷、李迪、徽宗皇帝などが挙げられる。なお2019年（平成31年）現在、浮世絵の国宝指定物件はない。
厳島神社の平家納経は「書跡・典籍」の部ではなく「絵画」の部で国宝に指定されている。同様に経典でありながら「絵画」の部で指定されているものとしては「扇面法華経冊子」（四天王寺、東京国立博物館）、「白描絵料紙金光明経」（京都国立博物館）などがある。これらは、経典そのものよりも下絵の絵画の方に資料的・美術的価値を認められたものである。

### 彫刻の部
国宝指定物件はすべて仏教・神道関係で仏像・神像がそのほとんどを占め、時代的には鎌倉時代までの作品に限られている。異色の指定品としては平等院鳳凰堂本尊阿弥陀如来の頭上の天蓋があり、単独で「彫刻」の部の国宝に指定されている。
国宝彫刻はそのほとんどを寺社が所有しているが、例外として奈良・奈良国立博物館保管の薬師如来坐像（京都・若王子社旧蔵）、東京・大倉集古館（大倉文化財団）所有の木造普賢菩薩騎象像（伝来不明）、大分・臼杵市所有の臼杵磨崖仏がある。

### 工芸品の部
金工、漆工、染織、陶磁、刀剣、甲冑など各種のものがあり、このうち刀剣類が全体のほぼ半数を占めている。金工は梵鐘、仏具など仏教関連のものが多い。漆工は硯箱、手箱などがあり、日本漆工の特色である蒔絵と螺鈿を併用した作品が多い。染織は袈裟類のほか奈良国立博物館の刺繡釈迦如来説法図、當麻寺の綴織当麻曼荼羅図など、やはり仏教関連のものが多い。陶磁器については国宝指定物件は比較的少ない。
少ない指定物件の中では曜変天目茶碗（静嘉堂文庫ほか）など、中国製品の多いのが目立つ（2019年現在、全14件中、中国製は8件を占める）。刀剣は太刀、短刀などの刀身のみ指定されているものと、飾剣（かざりたち）のようにおもに外装が指定対象になっているものとがある。このほか、1つのジャンルに納まらないものに熊野速玉大社、厳島神社、鶴岡八幡宮などの「古神宝類」がある。これらは各神社の祭神に奉納された衣服調度類一括で、1件のうちに染織、漆工、刀装具など各種のものを含む。

### 書跡・典籍の部
「書跡」は宸翰、和漢名家筆跡、古筆、墨跡、法帖等で書道史上の遺品を指す。「典籍」は経典、物語、和歌集、歴史書などの著作物のことでこの中には高野切本（こうやぎれぼん）古今和歌集のように書道史上貴重な遺品も含まれるが、書道史上の価値よりも文学作品・歴史書などの古伝本・テキストとしての価値が評価されて指定されたものも多い。
絵画と同様、中国からの渡来品の指定も多く、その中には写本だけでなく宋時代の刊本も多数含まれている。

### 古文書の部
「こもんじょ」と読む。かつては古文書類も「書跡・典籍」の部に含まれていたが、1985年（昭和60年）度から「書跡・典籍」の部と「古文書」の部は別個に指定されるようになり、既指定物件についても「書跡・典籍」と「古文書」とにあらためて区分されている。古文書の部に分類されている物件には厳密な意味での「文書」（特定の発信元と宛て先があり、何らかの目的を達するために作成するもの）だけではなく、日記などの記録類をも含む。
既指定物件には書状（手紙）類が多く、その他、東大寺文書、東寺百合（ひゃくごう）文書、島津家文書、上杉家文書などの一括文書、寺院の資材帳、日記、祈願文、遺告（遺言）、系図などがある。空海、最澄、藤原佐理などの書状は、古文書としての史料的価値とともに、書道史上においても貴重な遺品である。
異色の指定品としては京都・妙法院の「ポルトガル国印度副王親書」、栃木・笠石神社の那須国造碑などがある。
→ その他の指定例は 国宝一覧#古文書の部 を参照。

### 考古資料の部
縄文・弥生・古墳の各時代の出土品のほか、経塚遺物や墓誌など歴史時代に入ってからのものも多い。もっとも時代が降るのは東京・普済寺の「石幢」で、南北朝時代のものである。

### 歴史資料の部
この分野の国宝指定は歴史が浅く2019年3月現在、指定件数は以下の3件である。
- 慶長遣欧使節関係資料（仙台市博物館蔵、2000年（平成12年）指定）
- 琉球王国尚家関係資料（沖縄・那覇市歴史博物館、2006年（平成18年）指定）
- 伊能忠敬関係資料（千葉・香取市蔵、伊能忠敬記念館保管、2010年（平成22年）指定）

## 国宝のない県
2019年（平成31年）3月現在、国宝がない県は徳島県と宮崎県の2県である。ただし五島美術館が所蔵する日向国西都原古墳出土金銅馬具類は宮崎県西都市で出土したものである。